# Bob McNeill
Robert J. McNeill, detto Bob (Filadelfia, 22 ottobre 1938), è un ex cestista statunitense, professionista nella NBA.

## Carriera
Venne selezionato dai New York Knicks al terzo giro del Draft NBA 1960 (19ª scelta assoluta).

## Palmarès
- 2 volte campione EPBL (1964, 1968)